# Disraeli (ville)
Pour les articles homonymes, voir Disraeli.
Disraeli est une ville située dans la municipalité régionale de comté (MRC) des Appalaches, dans la région administrative de Chaudière-Appalaches, au Québec, au Canada. Le recensement de 2021 y dénombre 2 360 habitants.

## Géographie
Sur les rives du lac Aylmer, elle est totalement enclavée dans la paroisse de Disraeli.

## Histoire

### Chronologie
- 19 novembre 1904 : Érection du village de D'Israëli.
- 28 novembre 1953 : Le village change de nom pour Disraëli.
- 29 mars 1969 : Le village de Disraëli devient la ville de Disraeli.

## Toponyme

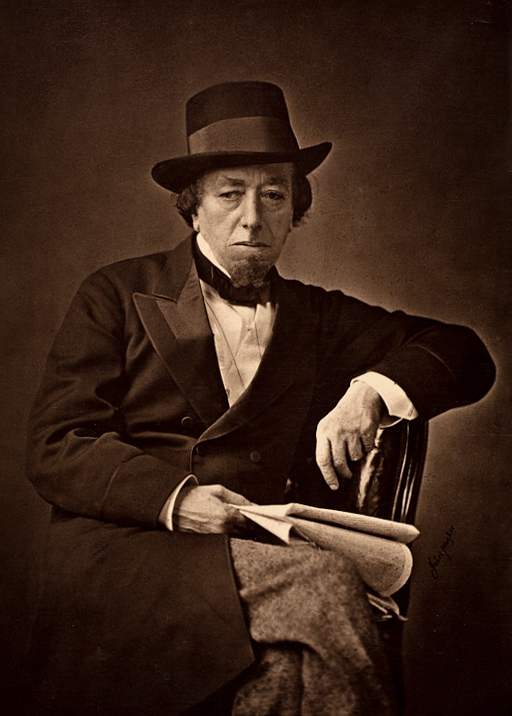
Benjamin Disraeli en 1878.

La toponymie de la municipalité fait référence à l'homme politique anglais Benjamin Disraeli. Jusqu'en 1953, le village se nomme d'Israëli. Le tréma disparaît en 1969 au moment de la création de la ville.

## Démographie
| 1996  | 2001  | 2006  | 2011  | 2016  | 2021  |
| ----- | ----- | ----- | ----- | ----- | ----- |
| 2 657 | 2 635 | 2 564 | 2 502 | 2 336 | 2 360 |

Le recensement de 2016 y dénombre 2 336 habitants, soit 8,9 % de moins qu'en 2006,.

## Administration
Les élections municipales se font en bloc et suivant un découpage de six districts.
| Disraeli (ville) Maires depuis 2001                                                                                  |                 |         |          |
| Élection | Maire           | Qualité | Résultat |
| 2001 | Yvon Jolicoeur  |         | Voir     |
| 2005 | Yvon Jolicoeur  | Voir    |          |
| 2009 | André Rodrigue  |         | Voir     |
| 2013 | Jacques Lessard |         | Voir     |
| 2017 | Jacques Lessard | Voir    |          |
| 2021 | Charles Audet   |         | Voir     |
| Élection partielle en italique Depuis 2005, les élections sont simultanées dans toutes les municipalités québécoises |                 |         |          |

## Patrimoine
L'église de Sainte-Luce a été érigée entre 1924 et 1926. Ses plans ont été conçus par Louis-Noël Audet, un architecte principalement actif dans la région de Sherbrooke. Un incendie a détruit la première église le 25 avril 1924. Construit entre 1890 et 1891, son presbytère demeure. Un cimetière complète le site. Il comprend un charnier et un calvaire. La dévotion catholique s'exprime aussi par la présence d'une grotte commémorant les apparitions mariales de Lourdes.
Sur le plan de l'architecture résidentielle, des maisons construites au XIXe siècle sont situées sur la rue Champoux et sur la rue Saint-Joseph Est. D'autres résidences bâties durant la même période sont localisées dans les rangs de la municipalité de paroisse voisine Disraeli.